# Svenkoeltzia patriciae
Svenkoeltzia patriciae är en orkidéart som beskrevs av Roberto González Tamayo. Svenkoeltzia patriciae ingår i släktet Svenkoeltzia och familjen orkidéer. Inga underarter finns listade i Catalogue of Life.